# Tots els matins del món
Tots els matins del món (títol original en francès Tous les matins du monde) és una pel·lícula francesa d'Alain Corneau estrenada el 1991. Hi intervenen Gérard Depardieu, Jean-Pierre Marielle i Anne Brochet. Ha estat doblada al català.

## Argument
Explica la història de la relació entre l'ancià Monsieur de Sainte-Colombe, sumit en una profunda malenconia per la mort de la seva dona, i l'encara jove Marin Marais, decidit a ser el seu deixeble per perfeccionar l'ús de la viola, i que al seu torn manté una relació amb la seva filla.

## Repartiment
- Jean-Pierre Marielle: Monsieur de Sainte-Colombe
- Gérard Depardieu: Marin Marais
- Anne Brochet: Madeleine
- Guillaume Depardieu: Marin Marais jove
- Carole Richert: Toinette
- Michel Bouquet: Lubin Baugin, le peintre
- Jean-Claude Dreyfus: L'abat Mathieu
- Yves Gasc: Caignet
- Yves Lambrecht: Charbonnières
- Jean-Marie Poirier: Monsieur de Bures
- Myriam Boyer: Guignotte
- Violaine Lacroix: Madeleine, jove
- Nadège Téron: Toinette, jove
- Caroline Sihol: Madame de Sainte-Colombe

## Música
La banda original del film és de Jordi Savall, i inclou una selecció de peces de Marin Marais, Sainte Colombe, François Couperin i Jean-Baptiste Lully:
1. Marche pour la cérémonie des turcs (Lully)
2. Improvisation sur les folies d'Espagne (Marais)
3. Prélude pour Mr. Vauquelin (Savall)
4. Gavotte du tendre (Sainte Colombe)
5. Une Jeune fillette (arr. Savall)
6. Les Pleurs (Sainte Colombe)
7. Concert à deux violes "li Retour" (Sainte Colombe)
8. La Rêveuse (Marais)
9. Trosième leçon de ténèbres à 2 voix (Couperin)
10. L'Arabesque (Marais)
11. Fantasie en mi mineur (anònim del segle XVII)
12. Les Pleurs [Versió a dues violes] - (Sainte Colombe)
13. Le Badinage (Marais)
14. Tombeau pour Mr de Sainte Colombe (Marais)
15. Muzettes I - II (Marais)
16. Sonnerie de Ste Geneviève du Mont de Paris (Marais)

Els músics que acompanyen a Savall són: Fabio Biondi, Christophe Coin, Montserrat Figueres, Maria Cristina Kiehr, Rolf Lislevand, Pierre Hantaï, Jérôme Hantaï.
Va aconseguir el César a la millor música escrita per a un film, el Gran Prix Nouvelle Académie Du Disque, Disque D'or (Rtl - Snep), Croisette d'or Grand Prix de la Ville de Cannes.

## Premis
- Premis César 1992 (França)
  - Guanyador: Millor actriu secundària (Anne Brochet)
  - Guanyador: Millor fotografia (Yves Angelo)
  - Guanyador: Millor vestuari (Corinne Jorry)
  - Guanyador: Millor director (Alain Corneau)
  - Guanyador: Millor pel·lícula
  - Guanyador: Millor música escrita per a una pel·lícula (Jordi Savall)
  - Guanyador: Millor so (Anne Li Campion, Pierre Gamet, Gérard Lamps i Pierre Verany)
  - Nominat: Millor actor (Jean-Pierre Marielle)
  - Nominat: Millor muntatge (Marie-Josèphe Yoyotte)
  - Nominat: Millor guió original o adaptació (Alain Corneau i Pascal Quignard)
  - Nominat: Millor actor revelació (Guillaume Depardieu)

- Festival Internacional de Cinema de Berlín 1992 (Alemanya)
  - Selecció oficial: Os d'or (Alain Corneau)[3]

- Premis Globus d'Or 1992 (Estats Units)
  - Nominat: Globus d'Or a la millor pel·lícula en llengua no anglesa
- Festival de Sitges 1992: Millor pel·lícula, millor actor (Benoît Poelvoorde)